# Великокозырщина
Великокозырщина (укр. Великокозирщина) — село,
Лычковский сельский совет,
Магдалиновский район,
Днепропетровская область,
Украина.
Код КОАТУУ — 1222384002. Население по переписи 2001 года составляло 184 человека.

## Географическое положение
Село Великокозырщина находится на правом берегу канала Днепр — Донбасс, выше по течению примыкает село Лычково, ниже по течению на расстоянии в 4,5 км расположено село Малокозырщина (Новомосковский район).
Вдоль канала расположены остатки русла реки Орель и заболоченные озёра. Рядом проходят автомобильная дорога Т-0412 и железная дорога, станция Платформа 122 км в 1,5 км.